# Filosofia jueva
La filosofia jueva és la producció filosòfica la qual ha estat desenvolupada per pensadors jueus, sovint íntimament relacionada amb la seva pertinència nacional i religiosa. En aquest sentit, molts dels comentaris del Talmud i de la Càbala hi formen part, encara que també hi forma part la producció exclusivament laica, com ara la desenvolupada durant la Haskalà (la Il·lustració jueva).

## Història
El primer gran filòsef jueu va ser Filó d'Alexandria al segle i. De tendència hel·lenitzant, va conjugar la teologia jueva amb la filosofia grega.
En produir-se la destrucció de Jerusalem l'any 70, el pensament jueu va patir un llarg període de recessió. L'aparició i expansió de l'islam i les agitacions religioses que el van acompanyar, van funcionar com a revulsiu per al pensament jueu, fent reaccionar els pensadors enfront del tradicionalisme.
A partir d'aquest moment, hi van sorgir les dues escoles jueves més importants de l'edat mitjana, l'escola oriental, amb centre en Babilònia i influïda per la secta racionalista islàmica mutazilita, i l'escola occidental, influïda per l'escolàstica cristiana, i pel pensament àrab en general, sobretot el sufisme. També van incorporar elements de la filosofia occidental (l'aristotelisme, el platonisme i el neoplatonisme).
Alguns dels principals pensadors de l'escola oriental van ser Saadia Gaon (segle x), Aharon ben Eliyahu (segle xiv) i Isaac Israeli (segle ix).
En l'escola occidental es troben filòsofs com ara Avicebró (segle xi) el qual va influenciar als escolàstics cristians. També s'hi troben Bahya ibn Paquda, Yosef ibn Saddiq i Abraham ibn Daud, els quals defensaven que l'existència de Déu es podia demostrar racionalment. Aquestes opinions van ser atacades per Yehudà ha-Leví i la seva escola. Tot i aquesta reacció, encara van aparèixer importants figures filosòfiques, com ara Maimònides, un dels principals filòsofs de l'edat mitjana, el qual va influenciar moltes generacions en vida i després de la seva mort.
Dels seguidors de Maimònides, hi destaquen Gersònides, aristotèlic, i Hasdai Cresques, el qual va incorporar elements renaixentistes al judaisme.
Després de Crescas, el pensament jueu original es va estancar una altra vegada, fins a l'aparició de Baruch Spinoza al segle xvii.